# NGC 822
NGC 822 (również PGC 8055) – galaktyka eliptyczna (E), znajdująca się w gwiazdozbiorze Feniksa. Odkrył ją John Herschel 5 września 1834 roku.